# Difamação sediciosa
Sedição e difamação sediciosa eram ofensas criminais sob a lei comum inglesa, e ainda são ofensas criminais no Canadá. A sedição é uma conduta aberta, como discurso e organização, que é considerada pela autoridade legal como tendente à insurreição contra a ordem estabelecida: se a declaração for por escrito ou de outra forma permanente, é calúnia sediciosa. Difamação denota uma forma impressa de comunicação, como escrita ou desenho.
O estudioso americano Leonard W. Levy argumenta que a difamação sediciosa "sempre foi um conceito semelhante a um acordeão, expansível ou contraível ao capricho dos juízes".

## História
O crime de difamação sediciosa foi definido e estabelecido na Inglaterra durante o caso De Libellis Famosis de 1606 pela Star Chamber. O caso definiu difamação sediciosa como crítica a pessoas públicas, ao governo ou ao rei.
A frase "difamação sediciosa" e "difamação blasfema" eram usadas de forma intercambiável naquela época, por causa das fortes uniões entre igreja e estado. A blasfêmia foi mais tarde considerada um crime separado e finalmente abolida com a aprovação da Lei do Ódio Racial e Religioso de 2006. A sedição e a difamação sediciosa foram abolidas pela seção 73 do Coroners and Justice Act 2009. Sedição por um estrangeiro ainda é uma ofensa sob a Lei de Restrição de Estrangeiros (Emenda) de 1919.
O Alien and Sedition Acts dos Estados Unidos de 1798 rompeu com o precedente do direito comum da época, pois permitia a verdade como defesa, embora os juízes não fossem consistentes em suas decisões.
John Peter Zenger foi detido e encarcerado por difamação sediciosa em 1734, depois que seu jornal criticou o governador colonial de Nova York. Zenger passou quase 10 meses na prisão antes de ser absolvido por um júri em 5 de agosto de 1735. Cem anos depois, Joseph Howe, da Nova Escócia , também obteve a absolvição do júri sob a acusação de difamação sediciosa depois que seu jornal publicou alegações de que políticos e policiais locais estavam roubando do povo.
 

Tendo censurado severamente as ações do governo na imprensa com referência ao Massacre de Peterloo de 1819, Sir Francis Burdett foi processado em Leicester, multado em £ 1 000 e condenado à prisão por Best, J. por três meses pelo crime de "compor, escrevendo e publicando um libelo sedicioso" com explicação:
Minha opinião sobre a liberdade de imprensa é que todo homem deve ter permissão para instruir seus colegas súditos; que todo homem pode avançar sem medo quaisquer novas doutrinas, desde que o faça com o devido respeito à religião e ao governo do país; para que ele possa apontar erros nas medidas dos homens públicos; mas ele não deve imputar conduta criminosa a eles. A liberdade de imprensa não pode ser levada a esse ponto sem violar outro direito igualmente sagrado; ou seja, o direito de caráter. Este direito só pode ser atacado em tribunal, onde a parte atacada tem uma oportunidade justa de se defender. 